# Шенандоа-Шорс (Вірджинія)
Шенандоа-Шорс (англ. Shenandoah Shores) — переписна місцевість (CDP) в США, в окрузі Воррен штату Вірджинія. Населення — 1112 особи (2020).

## Географія
Шенандоа-Шорс розташована за координатами 38°57′44″ пн. ш. 78°8′25″ зх. д. / 38.96222° пн. ш. 78.14028° зх. д. (38.962187, -78.140160).  За даними Бюро перепису населення США в 2010 році переписна місцевість мала площу 2,78 км², з яких 2,51 км² — суходіл та 0,27 км² — водойми.

## Демографія
Згідно з переписом 2010 року, у переписній місцевості мешкали 934 особи в 306 домогосподарствах у складі 229 родин. Густота населення становила 336 осіб/км².  Було 355 помешкань (128/км²).
Расовий склад населення:
| - 94,2 % — білих - 2,1 % — чорних або афроамериканців - 0,5 % — азіатів - 1,0 % — осіб інших рас |

До двох чи більше рас належало 2,1 %. Частка іспаномовних становила 3,7 % від усіх жителів.
За віковим діапазоном населення розподілялося таким чином: 31,9 % — особи молодші 18 років, 61,8 % — особи у віці 18—64 років, 6,3 % — особи у віці 65 років та старші. Медіана віку мешканця становила 32,5 року. На 100 осіб жіночої статі у переписній місцевості припадало 109,4 чоловіків;  на 100 жінок у віці від 18 років та старших — 107,2 чоловіків також старших 18 років.
Середній дохід на одне домашнє господарство  становив 71 375 доларів США (медіана — 57 132), а середній дохід на одну сім'ю — 82 396 доларів (медіана — 75 938). За межею бідності перебувало 0,9 % осіб, у тому числі 0,0 % дітей у віці до 18 років та 0,0 % осіб у віці 65 років та старших.
Цивільне працевлаштоване населення становило 414 особи. Основні галузі зайнятості: публічна адміністрація — 31,2 %, освіта, охорона здоров'я та соціальна допомога — 12,3 %, транспорт — 10,9 %, будівництво — 9,7 %.